# Distrikt Kamuli
Kamuli ist ein Distrikt von Uganda und liegt am rechten Ufer des Nil. Kamuli hat laut dem Zensus von 2014 468.319 Einwohner auf einer Fläche von 1517 km². Der Hauptort ist das gleichnamige Kamuli. Der Distrikt gehörte früher zum Königreich Busoga.
Er grenzt im Norden an den Kiogasee, die angrenzenden Distrikte sind im Uhrzeigersinn im Norden beginnend Soroti, Pallisa, Iganga, Jinja, Kayunga und Lira.